# Agente biológico

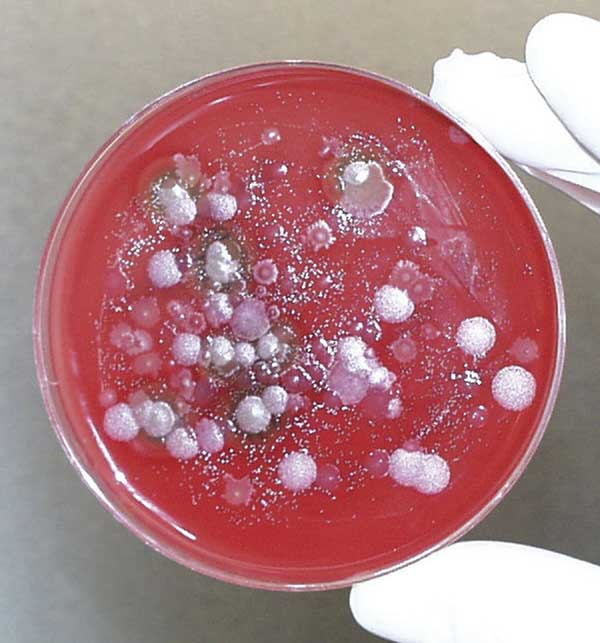
Uma cultura de Bacillus anthracis, o agente causador do antraz

Um agente biológico (também chamado de bioagente, agente de ameaça biológica, agente de guerra biológica, arma biológica ou bioarma) é uma bactéria, vírus, protozoário, parasita, fungo, produto químico ou toxina que pode ser usado propositalmente como arma no bioterrorismo ou guerra biológica. Além desses patógenos vivos ou replicantes, toxinas e biotoxinas também estão incluídos entre os bioagentes. Mais de mil e duzentos tipos diferentes de bioagentes potencialmente armamentáveis foram descritos e estudados até o momento.
Os agentes biológicos têm a capacidade de afetar adversamente a saúde humana de várias maneiras, desde reações alérgicas relativamente leves a condições médicas graves, incluindo lesões graves, bem como incapacidade grave ou permanente ou até mesmo a morte. Muitos desses organismos são onipresentes no ambiente natural, onde são encontrados na água, solo, plantas ou animais. Os bioagentes podem ser passíveis de "armamentização" para torná-los mais fáceis de implantar ou disseminar. Modificações genéticas podem aumentar suas propriedades incapacitantes ou letais, ou torná-los impermeáveis aos tratamentos convencionais ou preventivos. Uma vez que muitos bioagentes se reproduzem rapidamente e requerem recursos mínimos para propagação, eles também são um perigo potencial em uma ampla variedade de ambientes ocupacionais.
A Convenção sobre as Armas Biológicas (BWC) de 1972 é um tratado internacional que proíbe o desenvolvimento, uso ou armazenamento de armas biológicas; em março de 2021, havia 183 Estados Partes do BWC. Os bioagentes são, no entanto, amplamente estudados para fins de pesquisa médica e defensiva sob vários níveis de biossegurança e dentro de instalações de biocontenção em todo o mundo.